# 慎水乡
慎水乡，是中华人民共和国河南省驻马店市正阳县下辖的一个乡镇级行政单位。

## 行政区划
慎水乡下辖以下地区：
刘冢村、刘桂庄村、王牌寺村、喻廖村、台天村、洪庙村、十二里湾村、大曾庄村、丁庄村、大邹寨村、小邹寨村、贾余村、八里桥村、山头村、化庄村和刘庄村。